# 1-й Вільський провулок (Житомир)
1-й Вільський провулок — провулок у Богунському районі міста Житомира.

## Характеристики
Провулок розташований в центральній частині міста. Бере початок від вулиці Перемоги. Прямує на північний схід. Завершується глухим кутом.
Місцевість, де пролягає провулок відома також як Коденка. Русло річки Коденки розташовувалося паралельно до провулка до середини ХХ століття.

## Історія
Забудова провулка почала формуватися наприкінці ХІХ століття. Історична назва провулка — провулок Дорфмана — походить від прізвища домовласника Ісера Дорфмана. За радянських часів провулок Дорфмана перейменований на 1-й Вільський. Назва провулка є похідною від тодішньої назви вулиці Перемоги, з якої провулок брав і бере початок — Вільської.
Історична садибна забудова сформувалася до 1910-х років. Частка історичної забудови провулка не збереглася внаслідок забудови кварталу багатоповерховими житловими будинками у 1960-х — 1990-х роках.